# Bogner Mária Margit
Bogner Mária Margit (Melence, Torontál vármegye, 1905. december 15. – Érd, 1933. május 13.) vizitációs nővér

## Életrajza

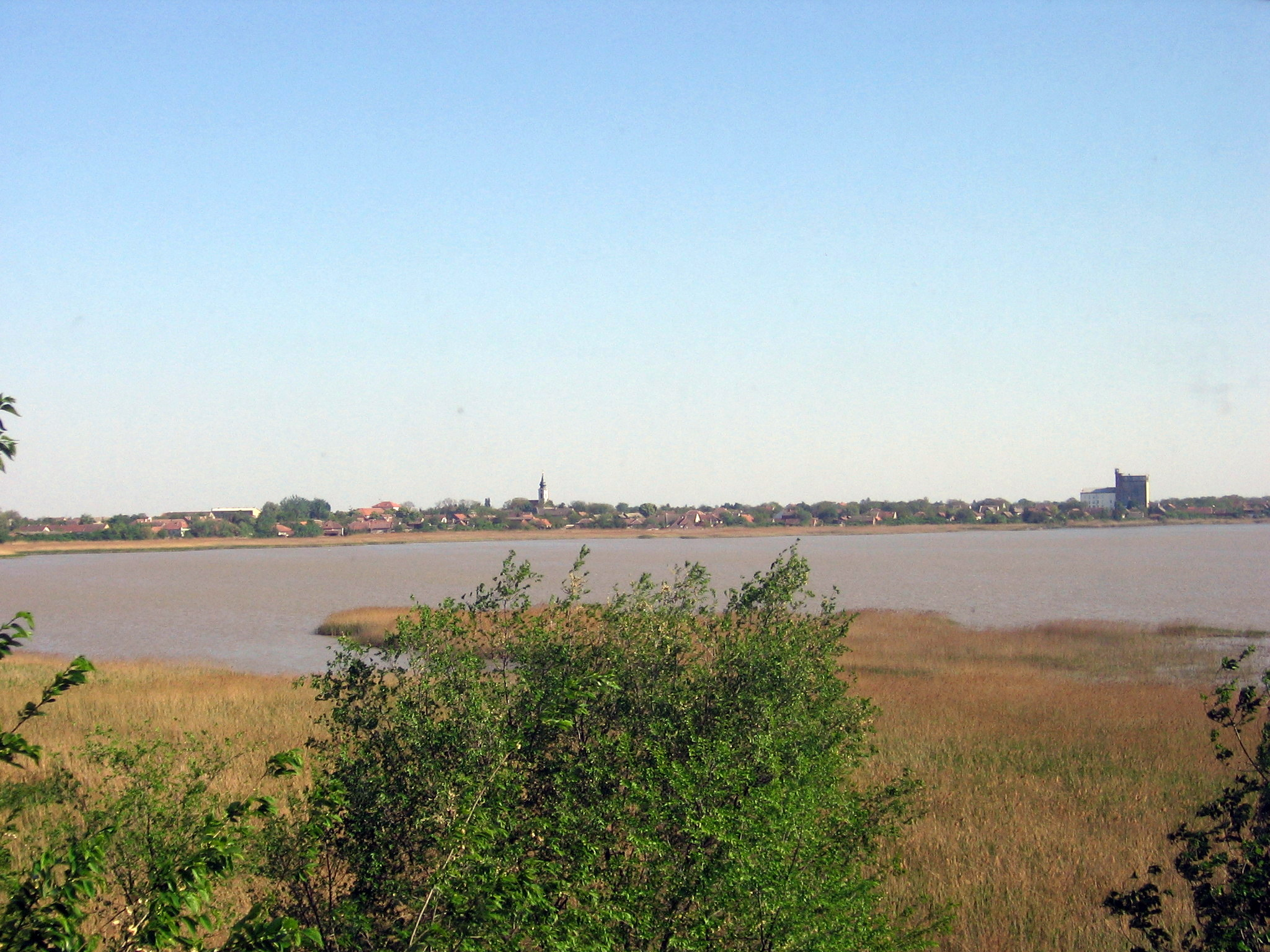
Melence falu – Ruszanda sós tóról

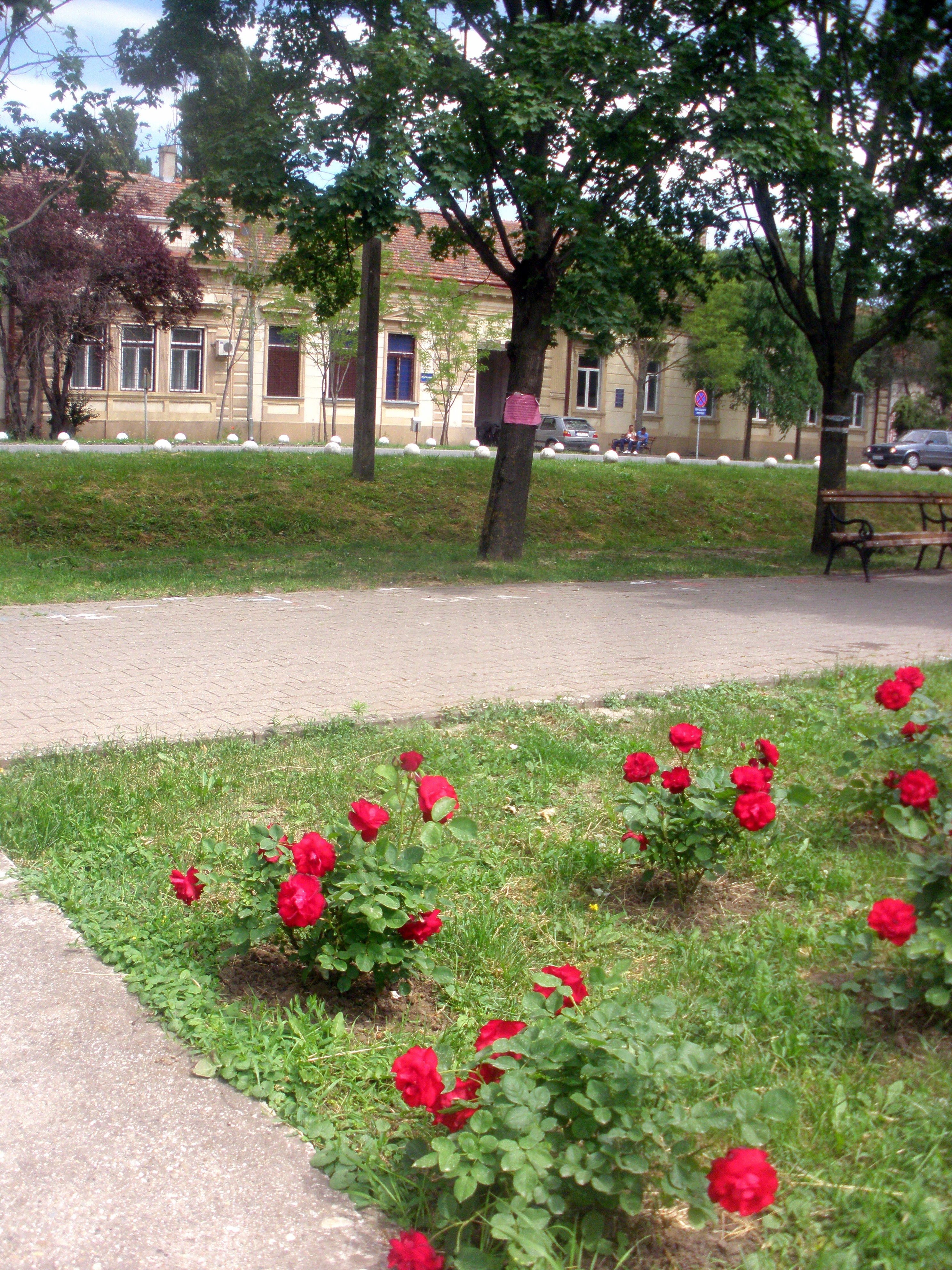
Látvány vajdasági Melence központi parkból arra a házra, amelyben 1905 Bogner Mária Margit mint elsőszületett a világra jött

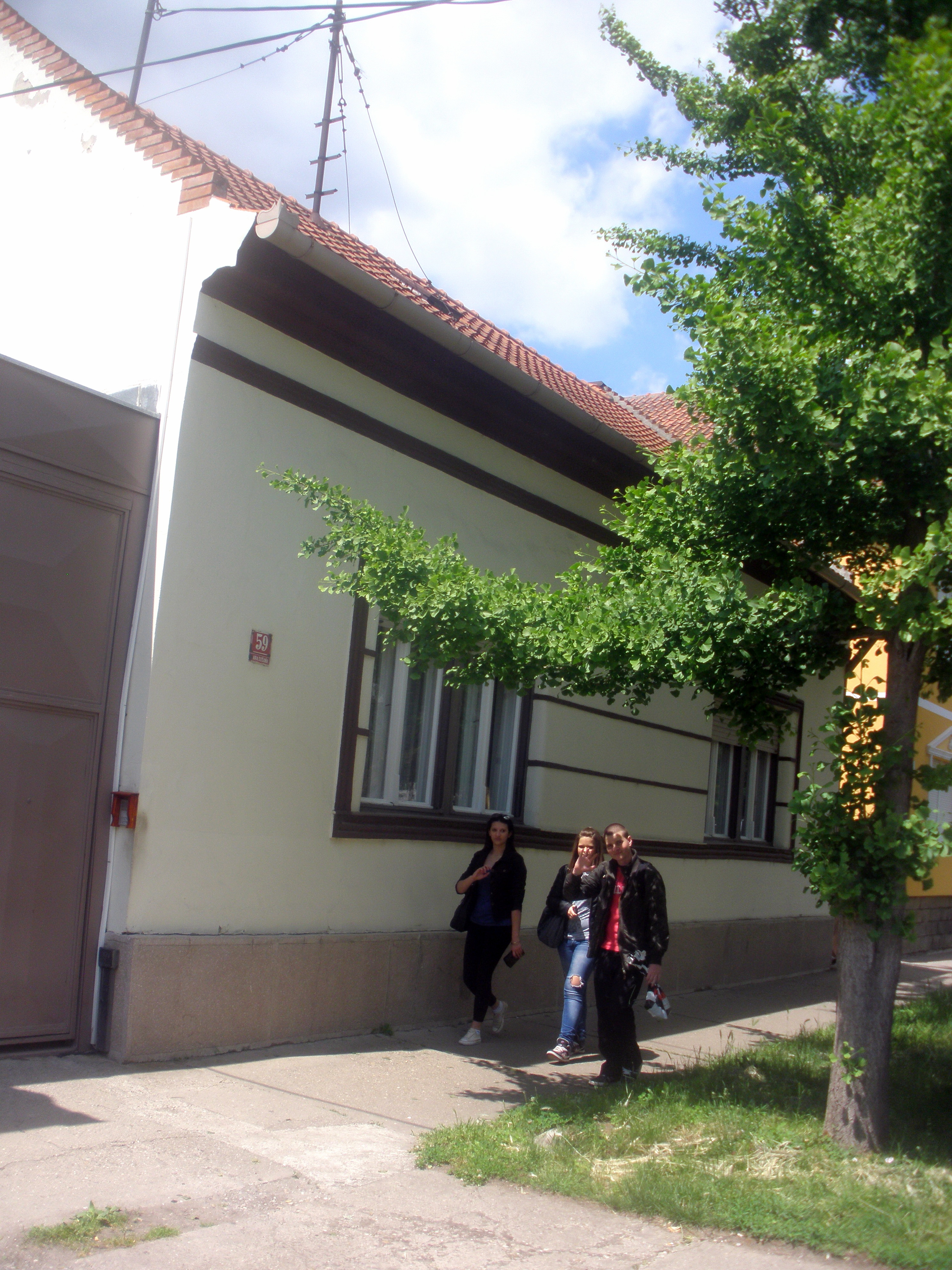
Az a ház Nagybecskereken, amelyben édesanyjával és testvéreivel Margit 1915, az édesapja halála után, élt.

Bogner Mária Margit a Szeplőtelen Fogantatás ünnepének nyolcadnapján született; az "Etelka Mária Anna" név alatt keresztelték meg. Apja, dr. Bogner János adóügyi jegyző, anyja, Schiller Etelka volt, aki hat gyermeknek adott életet. Bogner család mélyen vallásos, valamint bensőséges családi életet éltek. Az apró termetű, örökmozgó, örökvidám Etelka a ház napsugara volt, és az maradt mindhalálig, korán megözvegyült édesanyja és – sokszor a mindennapi megélhetéssel küszködő – nővértársai számára egyaránt. Édesapját 1906-ban Torontál-Tordára helyezik, így Etelka itt kezdi meg elemi tanulmányait. Az iskolában korán kitűnik rendkívüli értelmi képességeivel.
Bogner Mária Margit a Vizitációs Rend első magyarországi kolostorában az elsőként tett örök fogadalmat 1932-ben, amely után mindkét tüdejét megtámadta a gyilkos kór. Isten Szolgálója, Bogner Mária Margit nővér az érdi kolostorban élt. Türelemmel viselt betegségek után 28 éves korában halt meg 1933. május 13-án. Sírja valóságos zarándokhely az érd-óvárosi Szent Mihály-templom kertjében.
A magyar Kis Szent Terézként is szokták emlegetni.

## Csodás gyógyulás Lengyelországban
Józefa Oblubienca a varsói vizitációs rendház főnöke elmondta: a Vatikánból nemrég érkezett a hír, hogy az év június 19-én, az illetékes Szenttéavatási Ügyek Kongregációja összeül, hogy megállapítsák, Bogner Mária Margit az erényeket hősi fokon gyakorolta. A vizitációs nővért ettől kezdve a „tiszteletreméltó” jelző illeti meg. „A varsói kolostorban sokat imádkozunk ezért. Lengyelországban is egyre többen tisztelik, ismerik életútját és imádkoznak közbenjárásáért. A 16 éves fiatal lengyel lány csodálatos gyógyulása reményt ad nekünk arra, hogy boldoggáavatása a közeljövőben megtörténik. Így nem csak a magyar és lengyel fiatalok számára lehet Ő követendő példakép.”

## Boldoggá avatás
A magyar vizitációs nővérek újraindulását elsősorban a federációhoz tartozó lengyel rend segítette. Józefa Oblubienca a varsói vizitációs rendház főnöke szerint a lengyelországi csodálatos gyógyulás reményt ad arra, hogy Bogner Mária Margitot a közeljövőben boldoggá avatják.
XVI. Benedek pápa 2012. június 28-án, számos dekrétum között engedélyezte annak a kihirdetését, amely elismeri Bogner Mária Margit vizitációs nővér hősies erényeit – adta hírül a honlapján a Vatikáni Rádió. A nővért ettől fogva a "tiszteletreméltó" jelző illeti meg. A hősies erények elismerése az előfeltétele az illető boldoggá avatásának.

## Forrásművek
- Bogner Mária Margit halálának évfordulója - beszámoló, 2013. május. YouTube
- Bogner Mária Margit halálának évfordulója – beszámoló, 2012. május
- Bogner Mária Margit halálának évfordulója – beszámoló, 2011. május
- Bogner Mária Margit halálának évfordulója – beszámoló, 2010. május
- Bogner Mária Margit halálának évfordulója – beszámoló, 2009. május
- Bogner Mária Margit halálának évfordulója – beszámoló, 2008. május
- Bogner Mária Margit halálának évfordulója – beszámoló, 2007. május
- Bogner Mária Margit halálának évfordulója – beszámoló, 2006. május
- Női szerzetesrendek

## Bibliográfia
- Balássy László: Mindig hűségesen, Budapest, 1985
- Csávossy Elemér (szerk.): Isten szolgálója, Bogner Mária Margit érdi vizitációs nővér lelkinaplója és levelei, Budapest, 1943
- Csávossy Elemér: Egy sír a Duna fölött, Budapest, 1944
- Meszlényi Antal: Magyar szentek, szent életű magyarok, München, 1976
- Puskely Mária: Akik hittek a szeretetben, Róma, 1975

## Galéria – Érd 2009

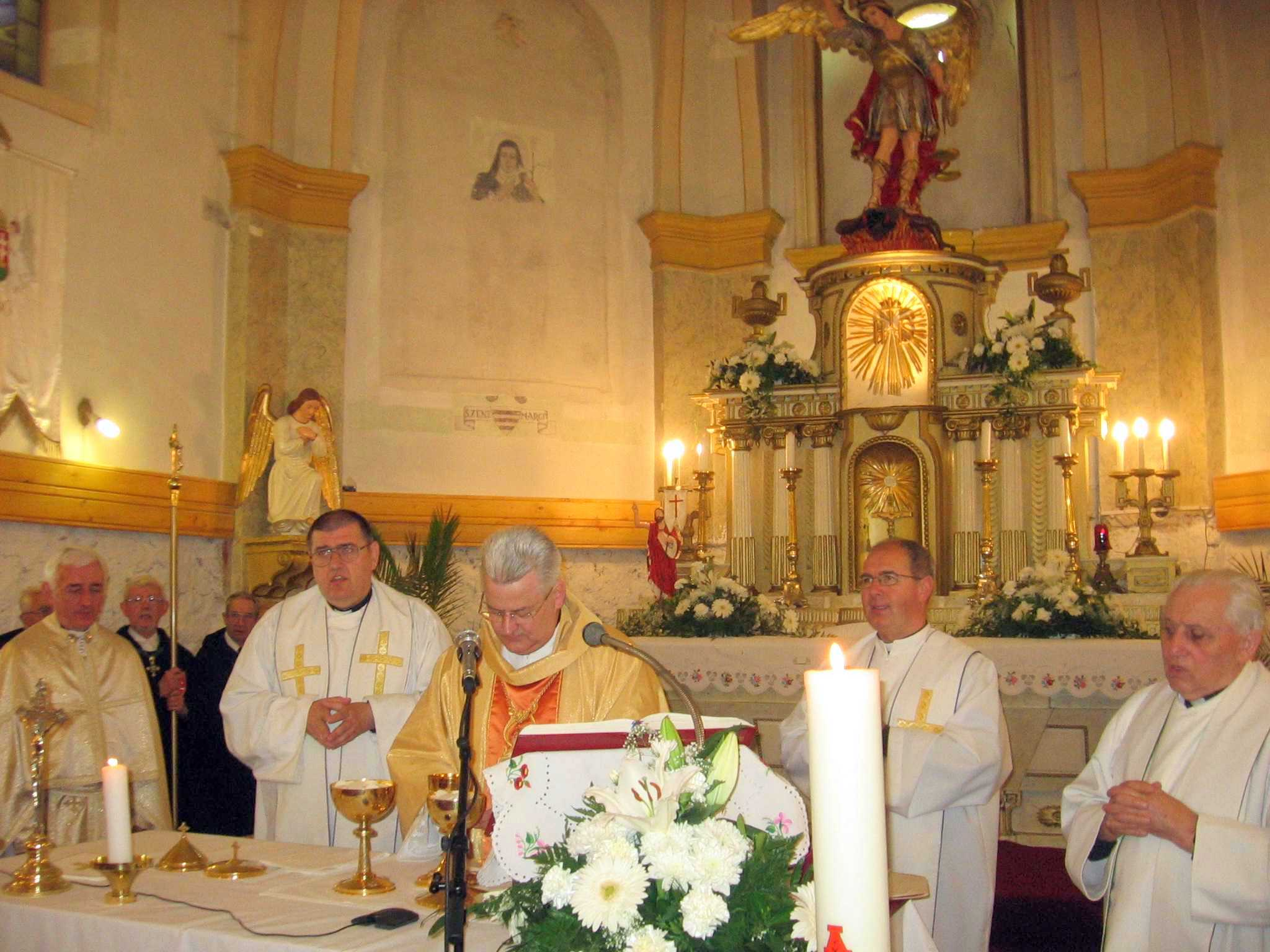
Koncelebrálás Érden Magyarországon 2009. május 9-én: Spányi Antal püspök, Ferenc Hajdú Ferenc helyettese, Boros Zoltán plébános és Jelen Janez SDB Muzslyáról.
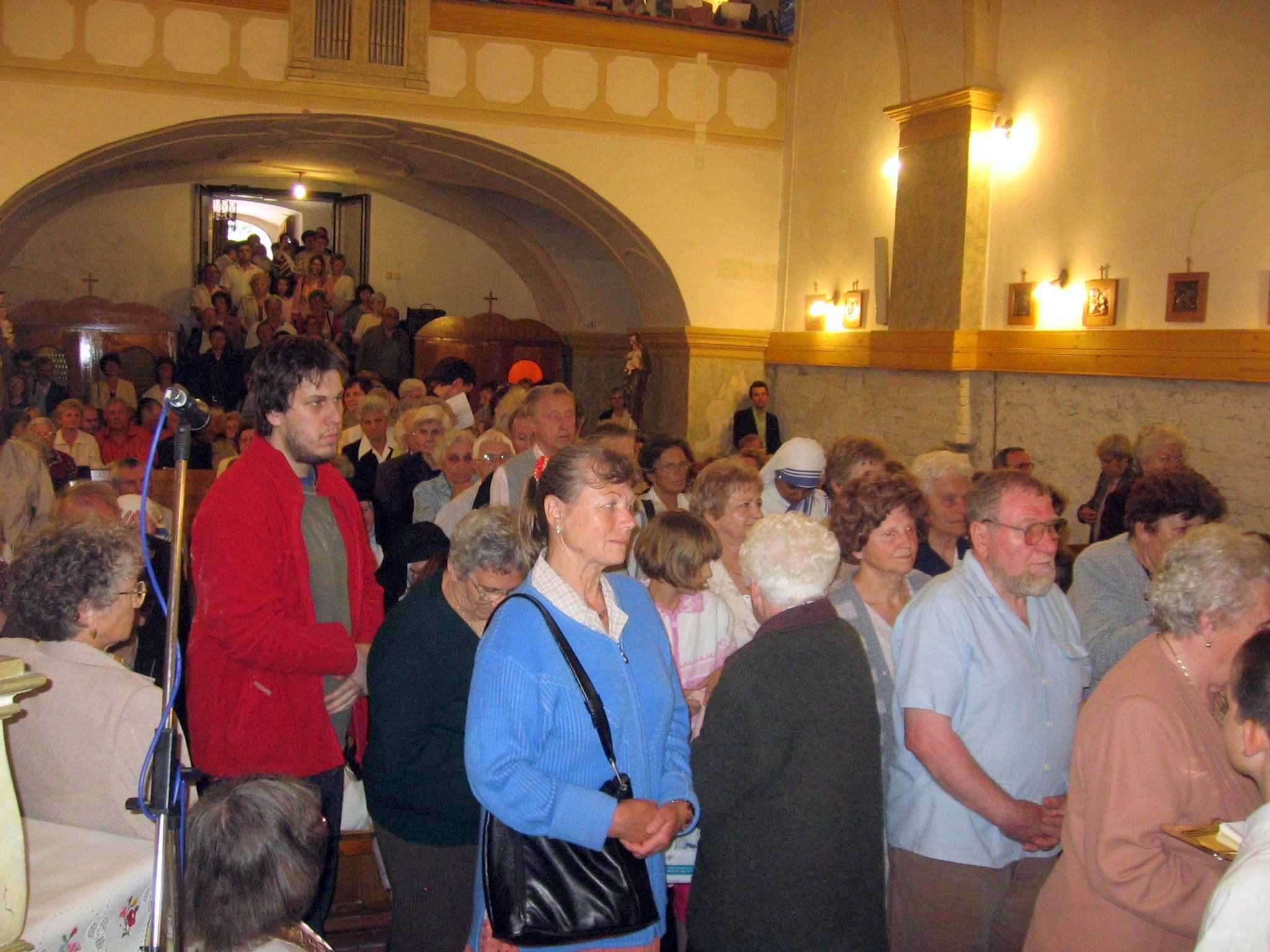
Számos zarándok megáldozott érdi plébániatemplomban
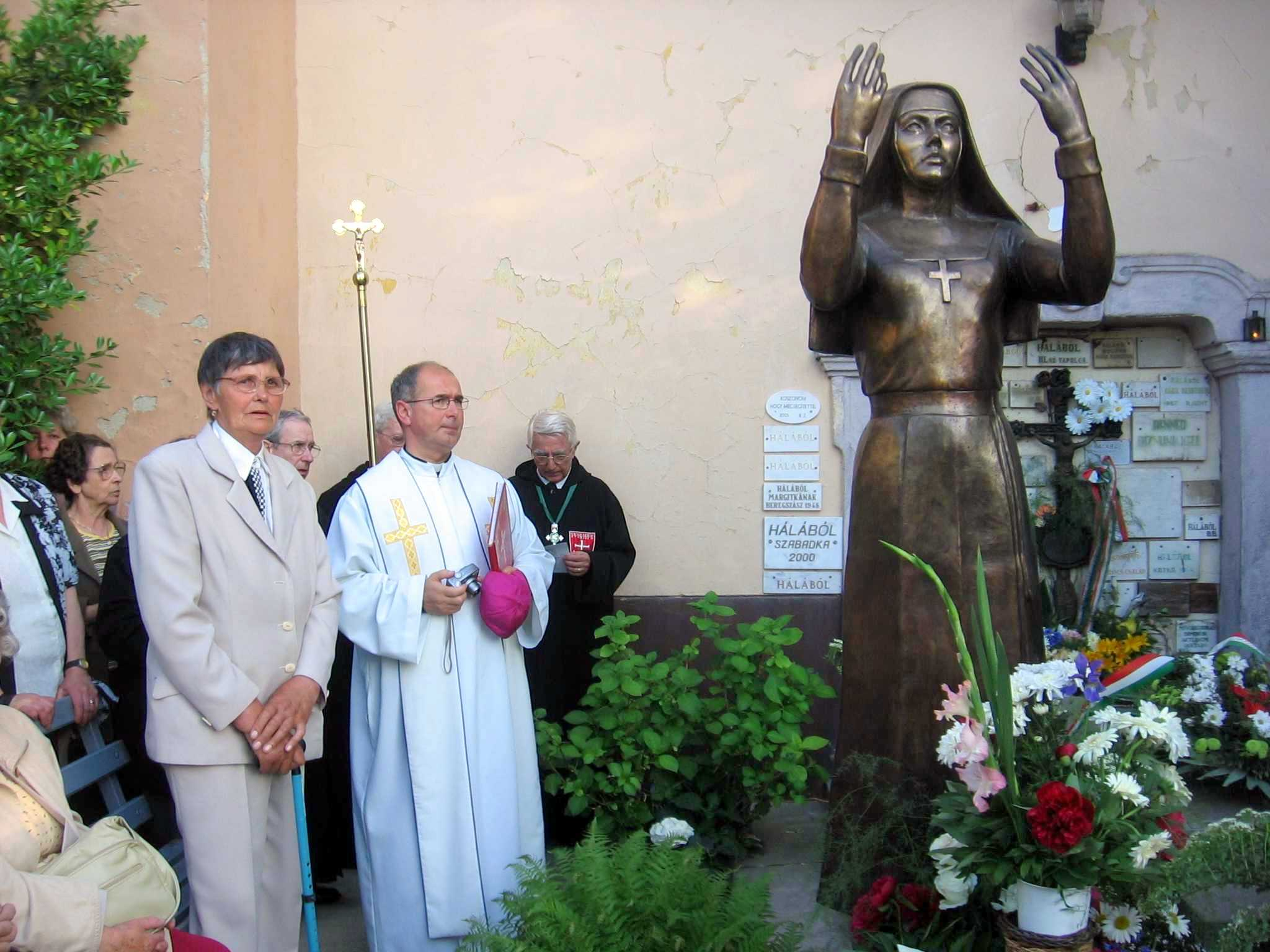
Zarándokok Vajdaságból tiszteletreméltó Bogner Mária Margit szobra előtt
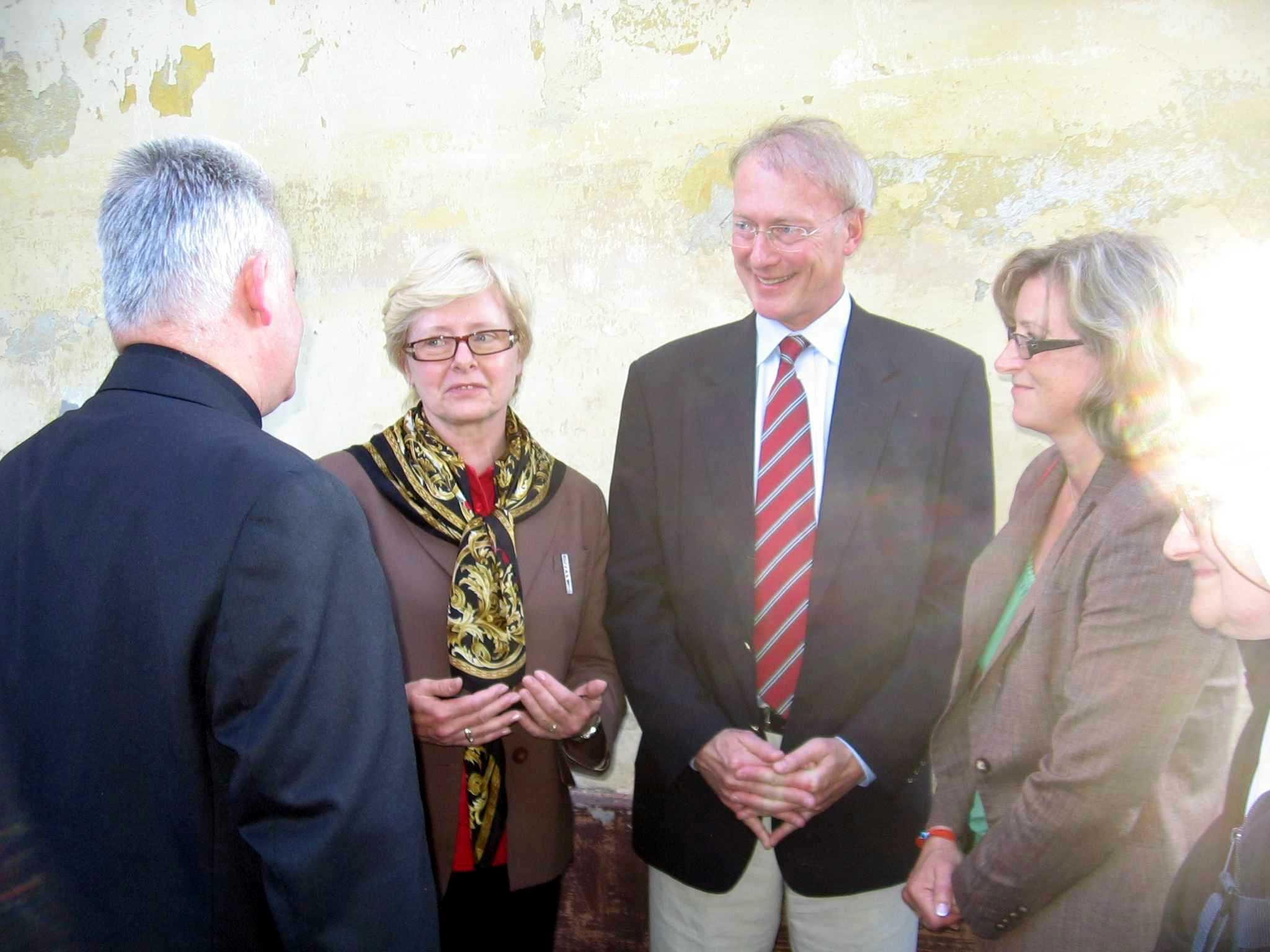
Megmagyarázhatatlan módon meggyógyult lány szüleivel Lengyelországból, aki fohászkodott Bogner Margit közbenjárásához
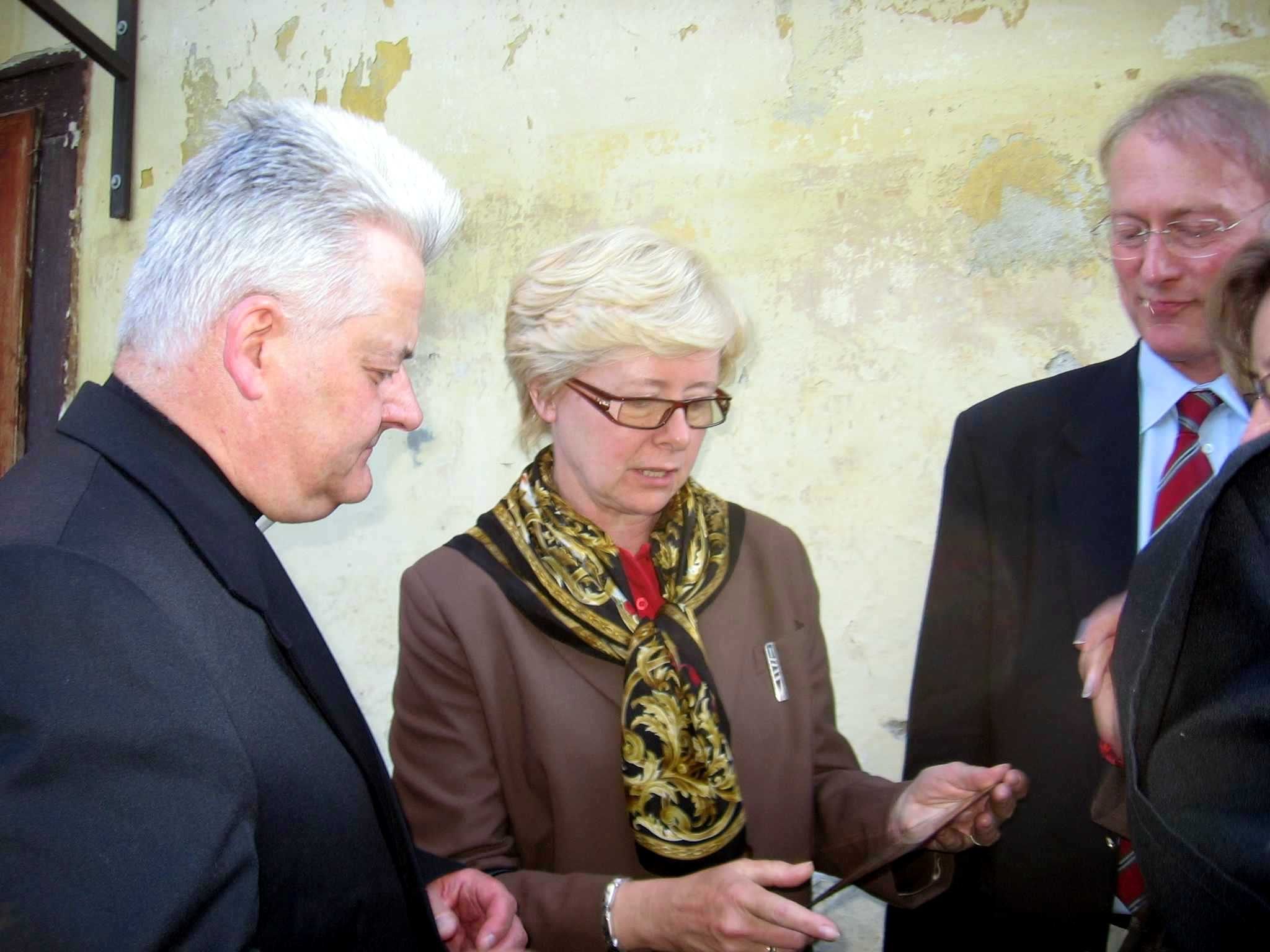
Antal püspök beszél meggyógyult lány szüleivel
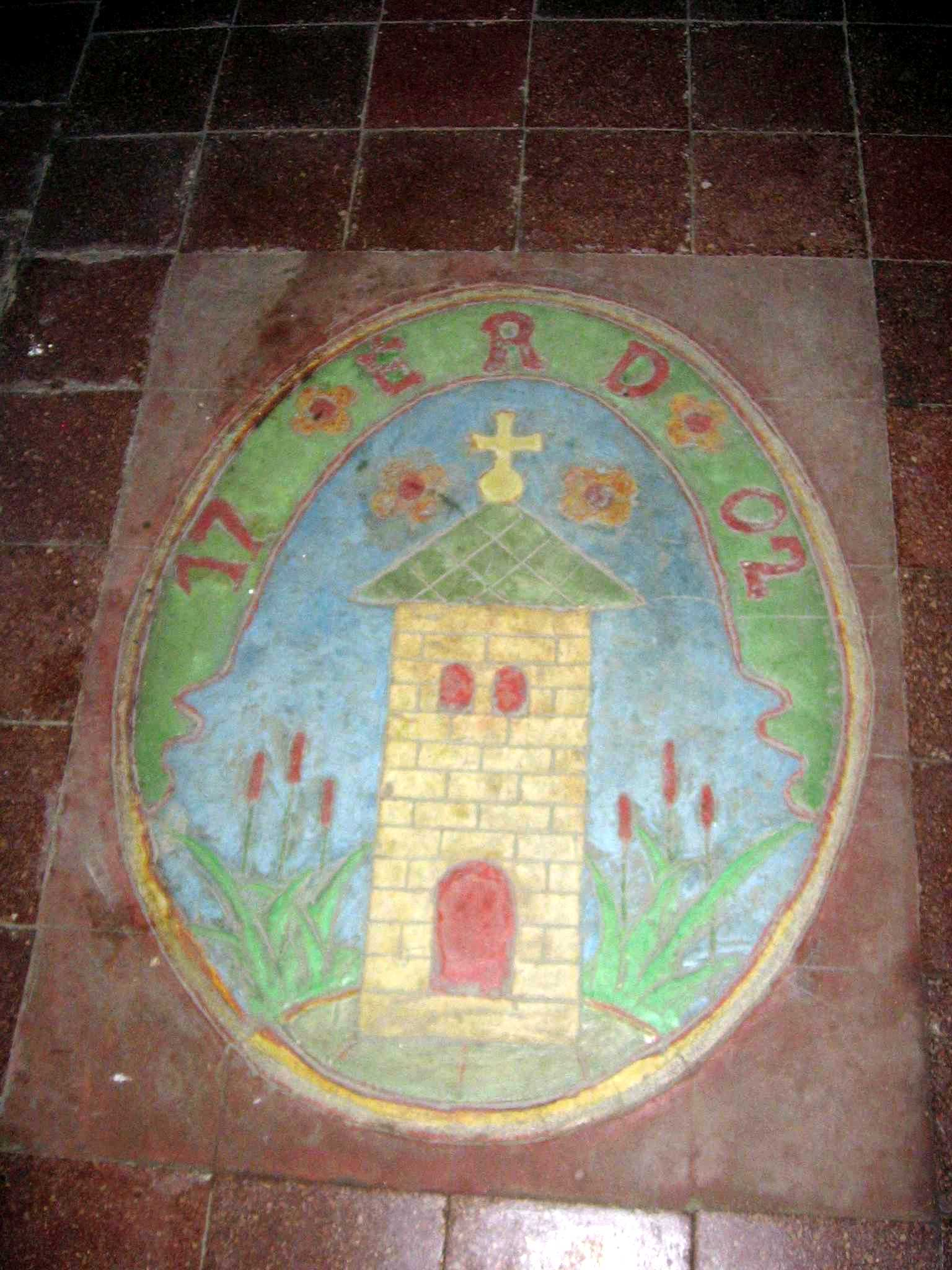
Érd régi címere (1702)
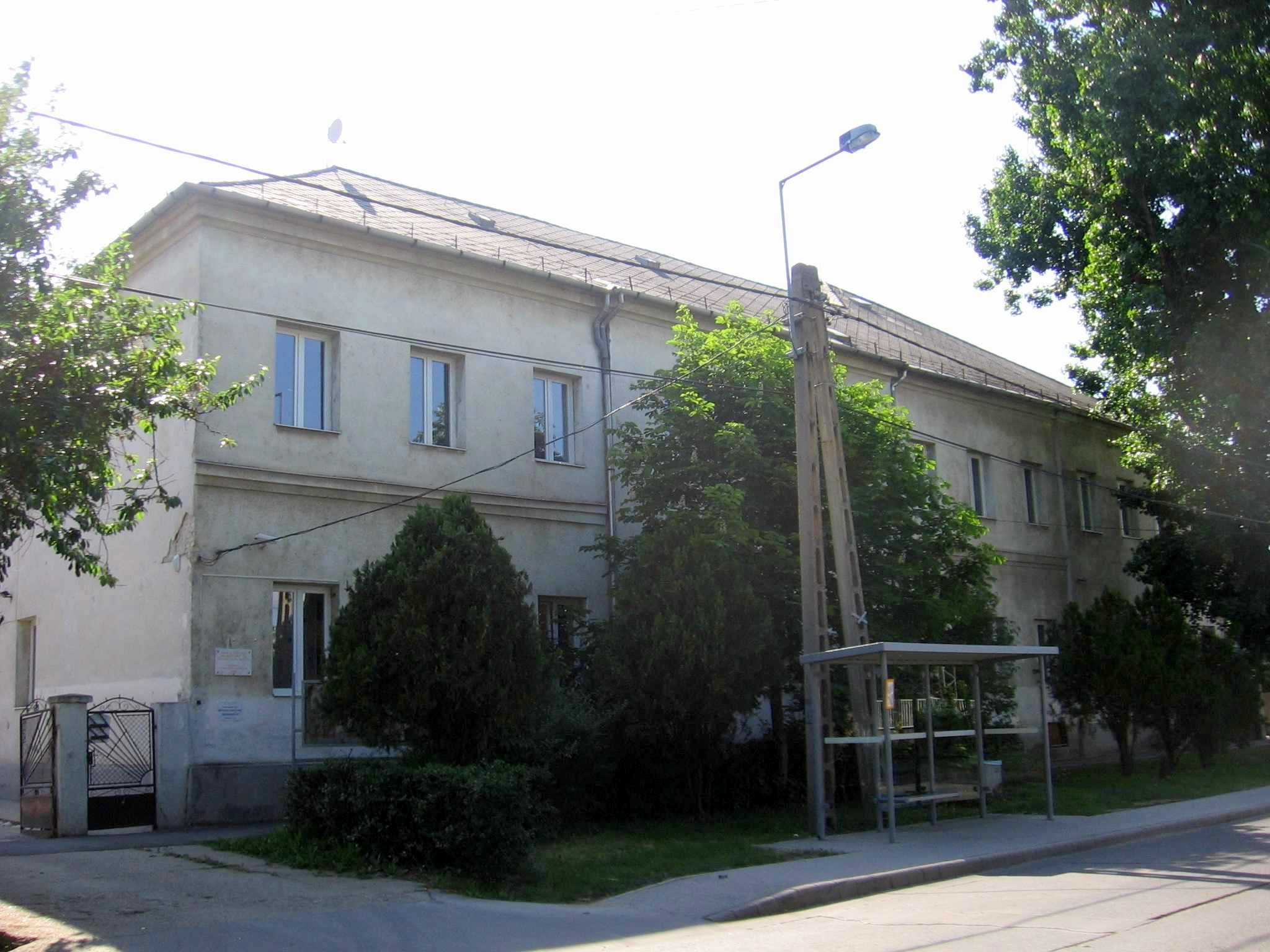
Ebben az iskolában élt Bogner Margit
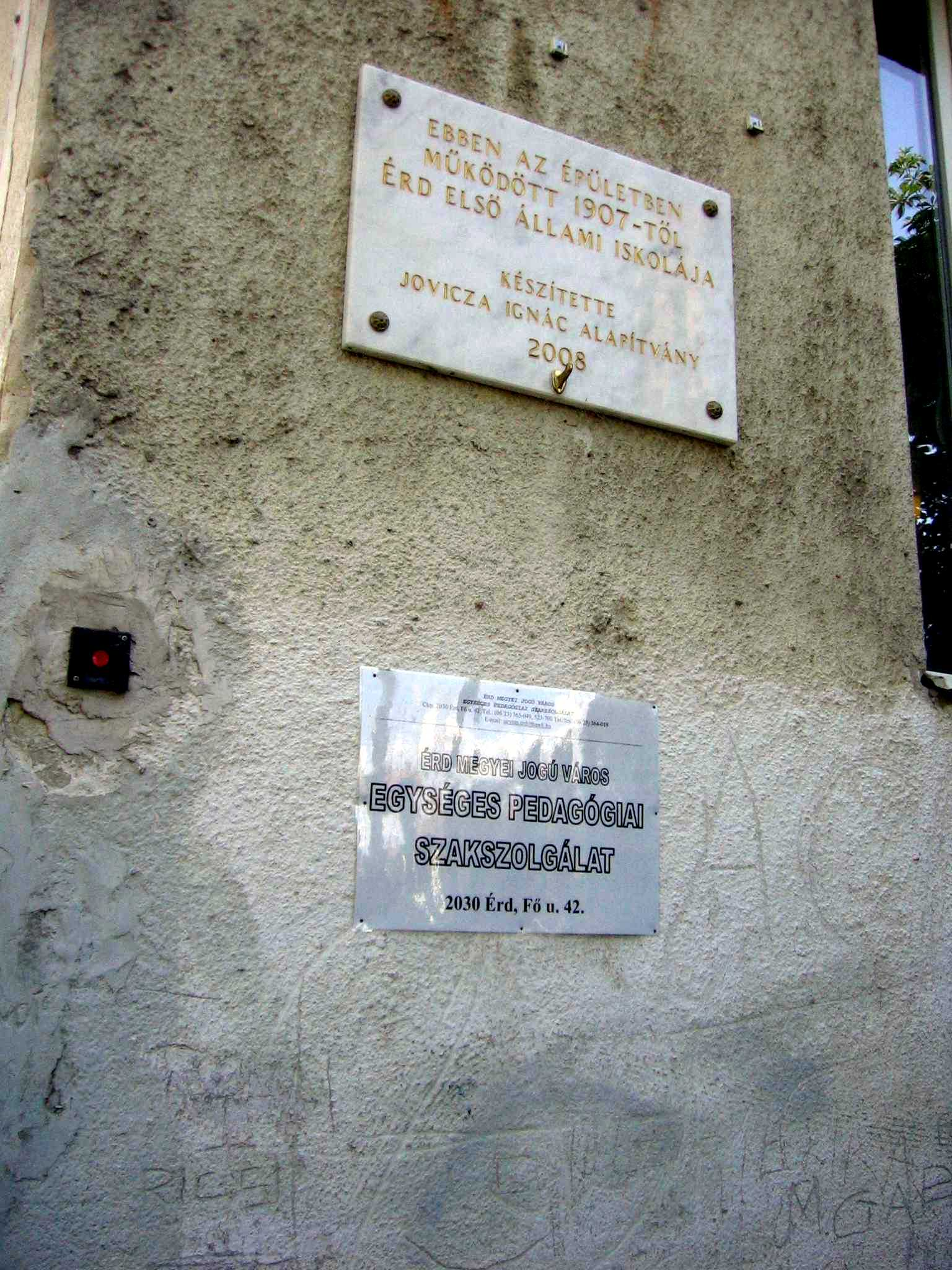
1907-től itt volt általános iskola
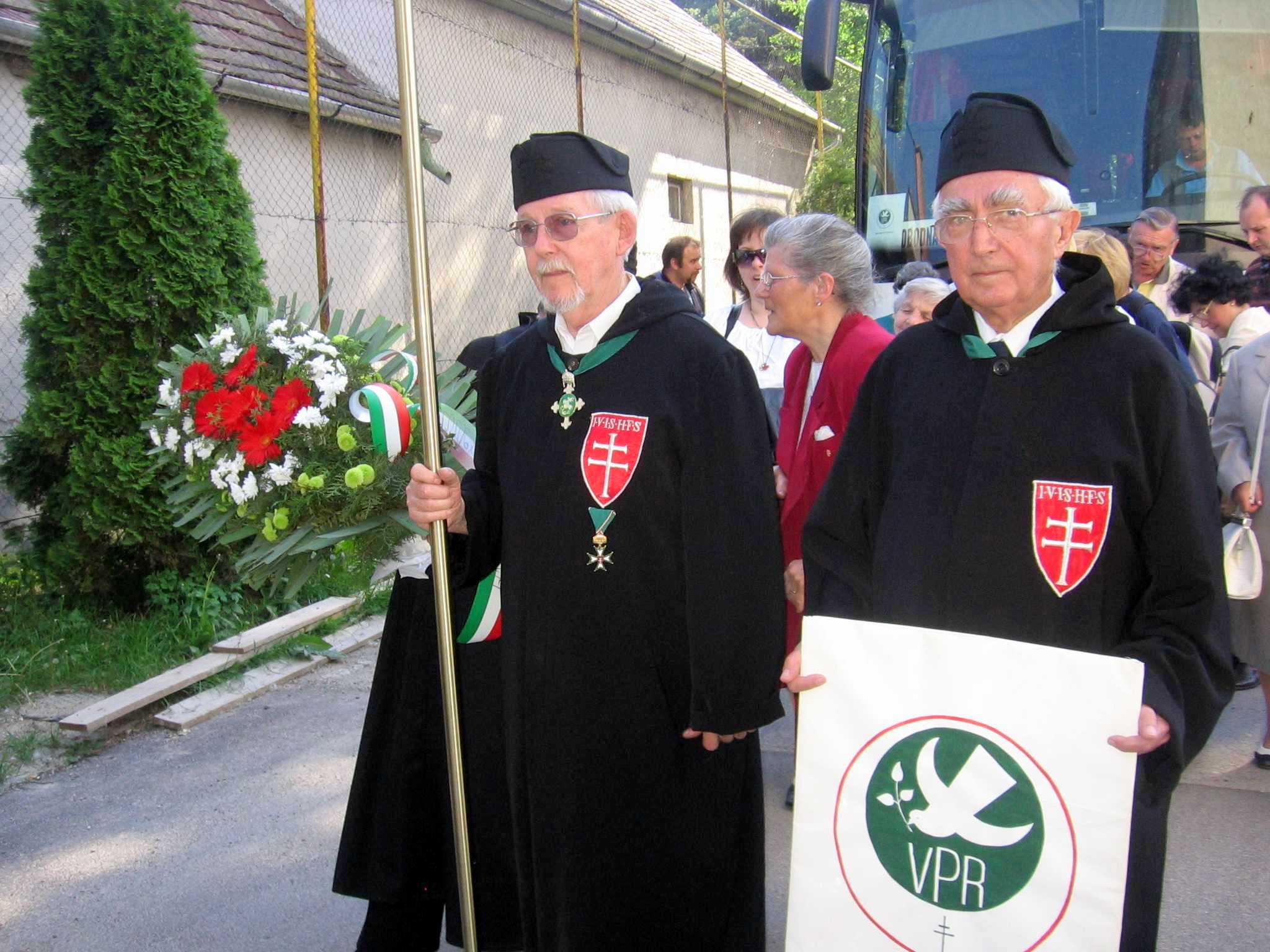
Vajdasági zarándokok körmenettel Érden
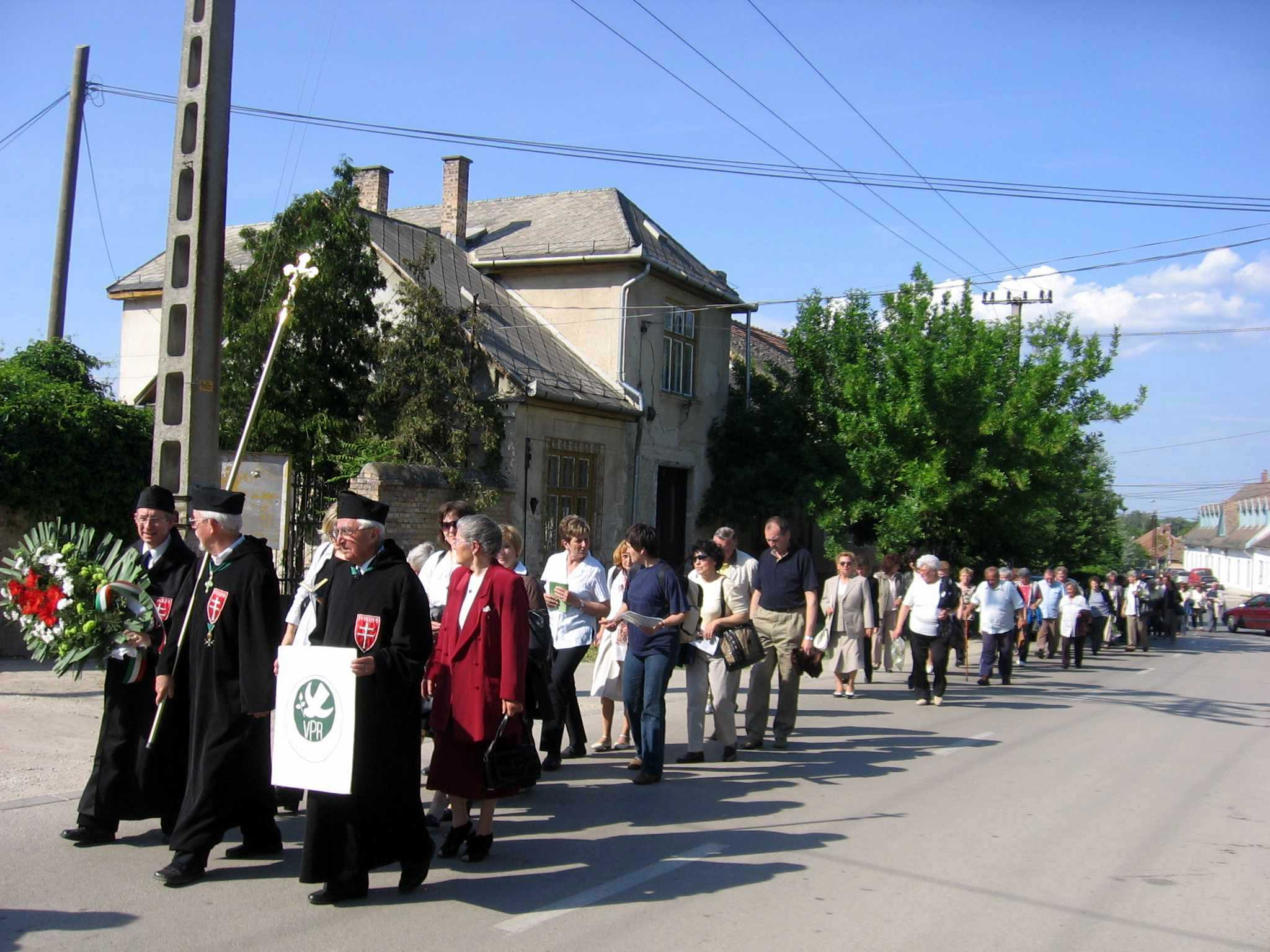
Vajdasági zarándokok körmenetben
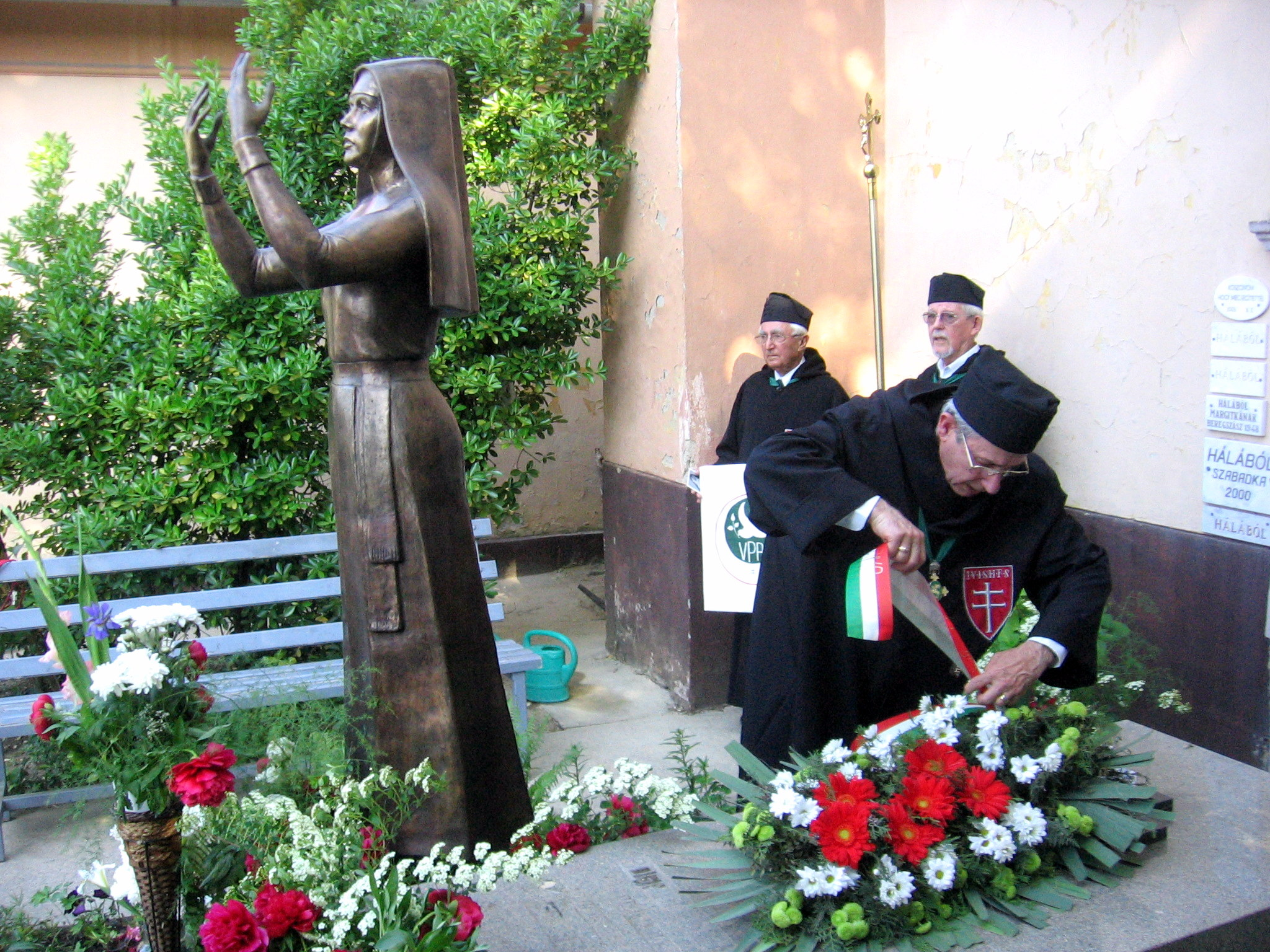
Pax Romana mozgalom lovagjai Margit sírját koszorúzzák
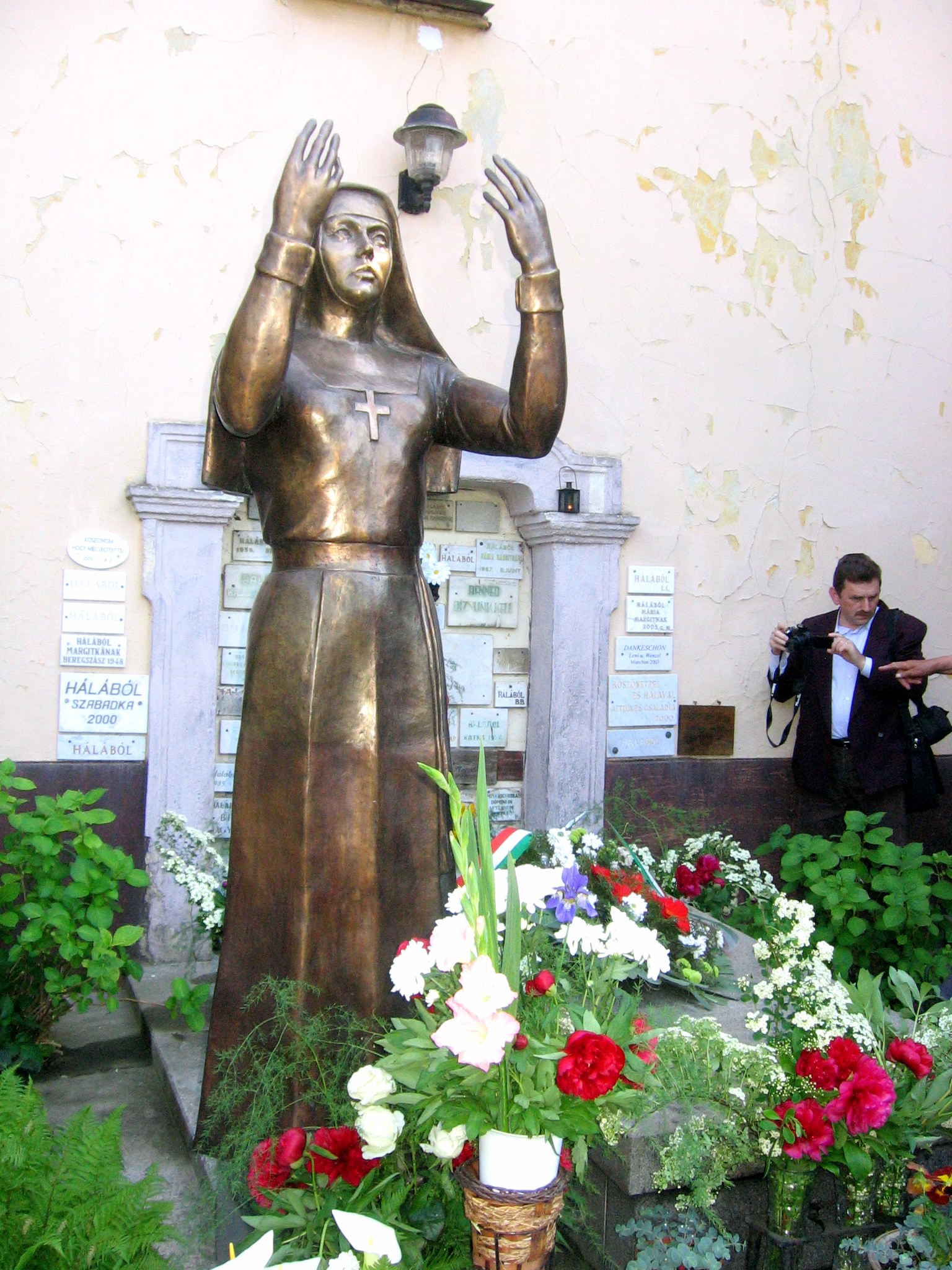
Margit nővér szobránál (Halmai Tibor vezetésével)
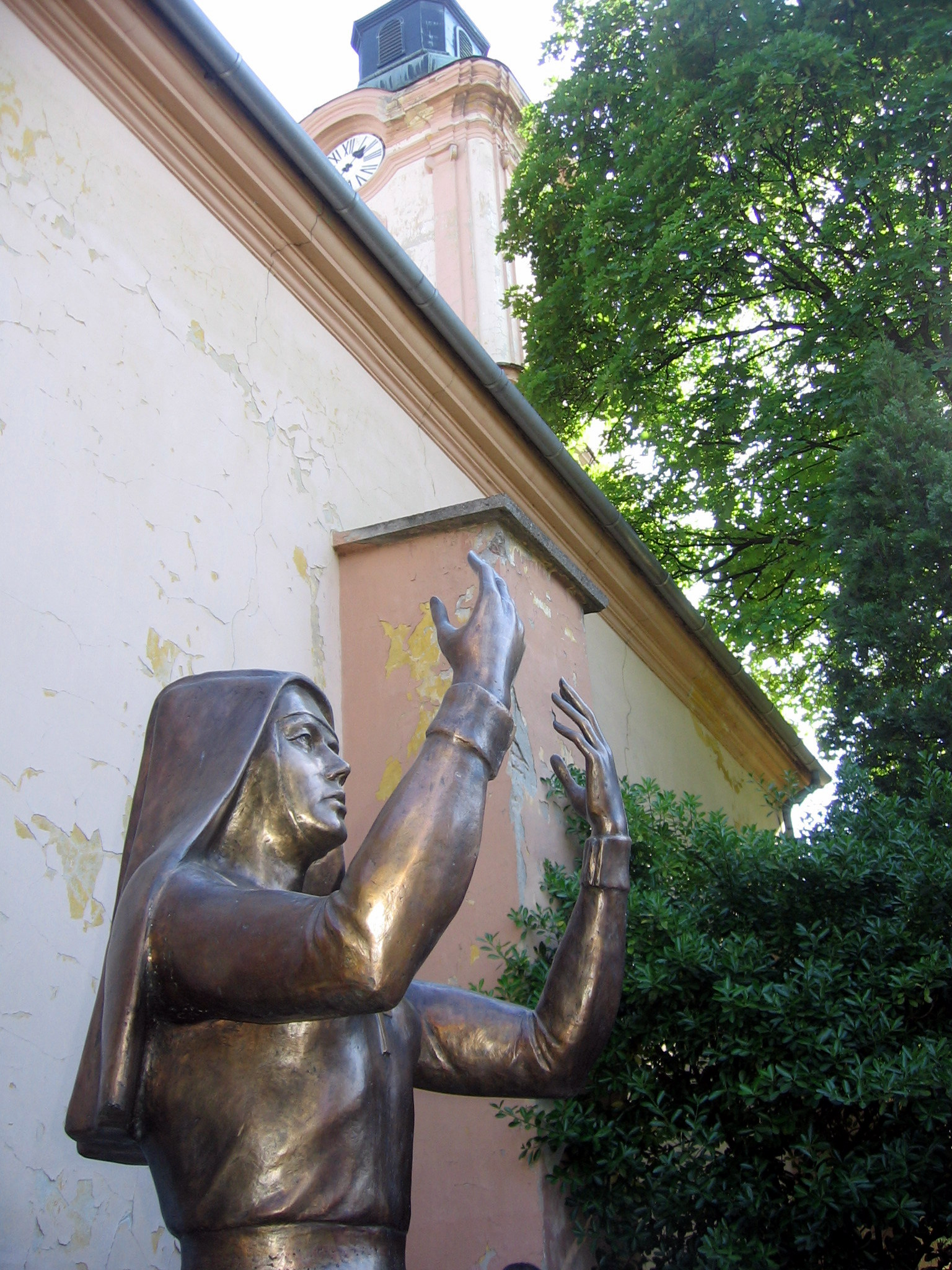
Az ég felé
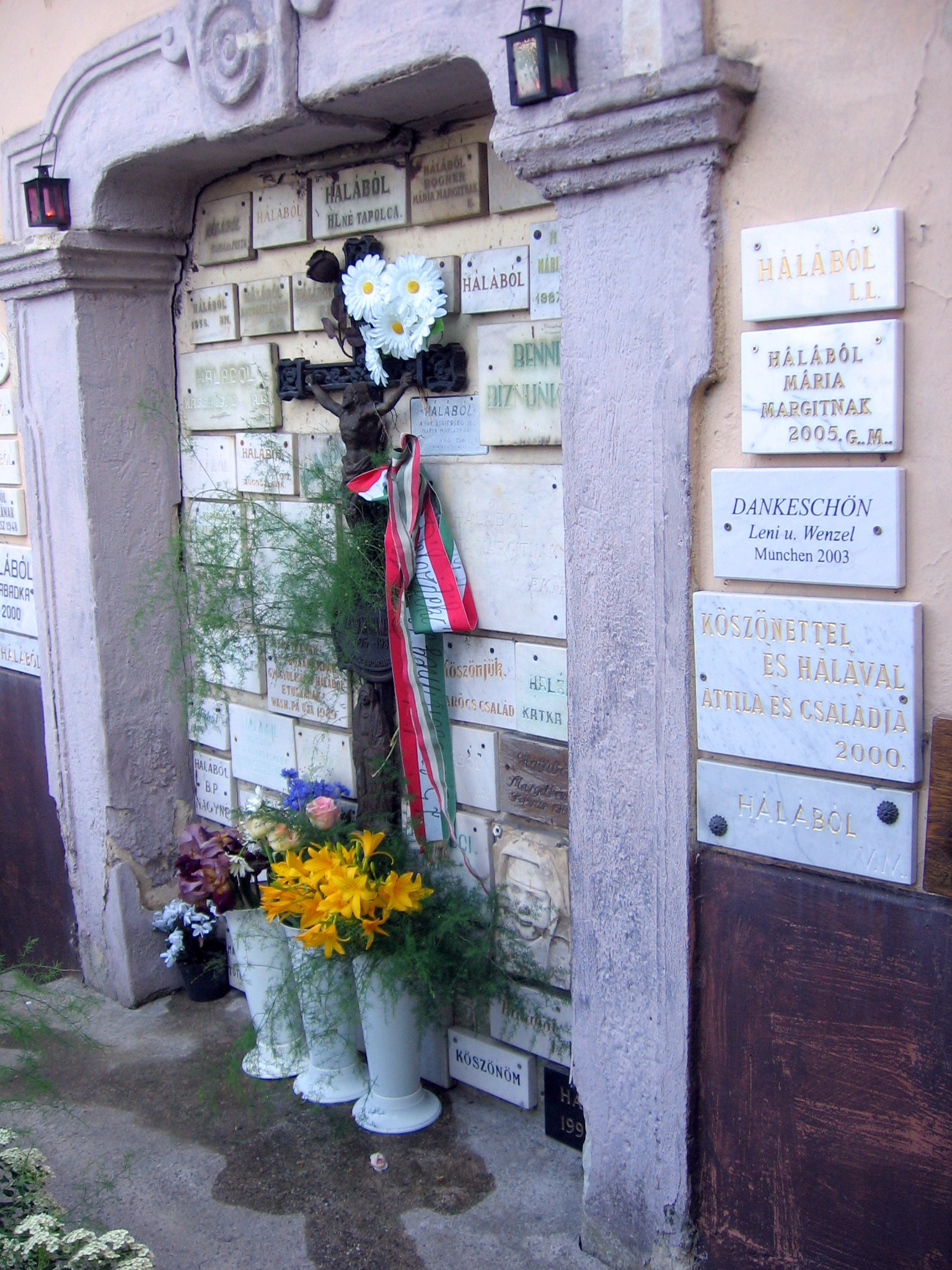
Hálák
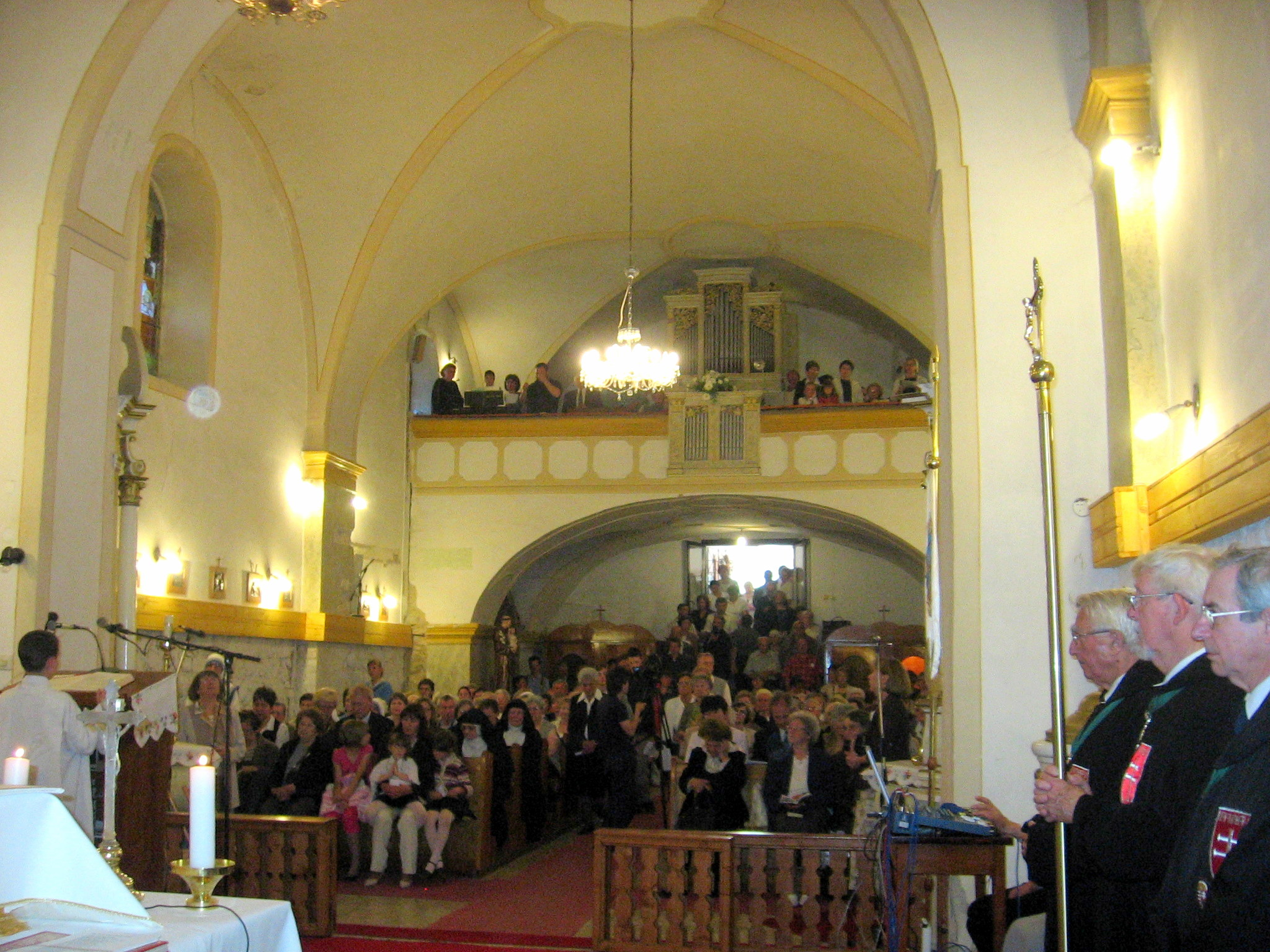
Zarándokok hálaadó miséje
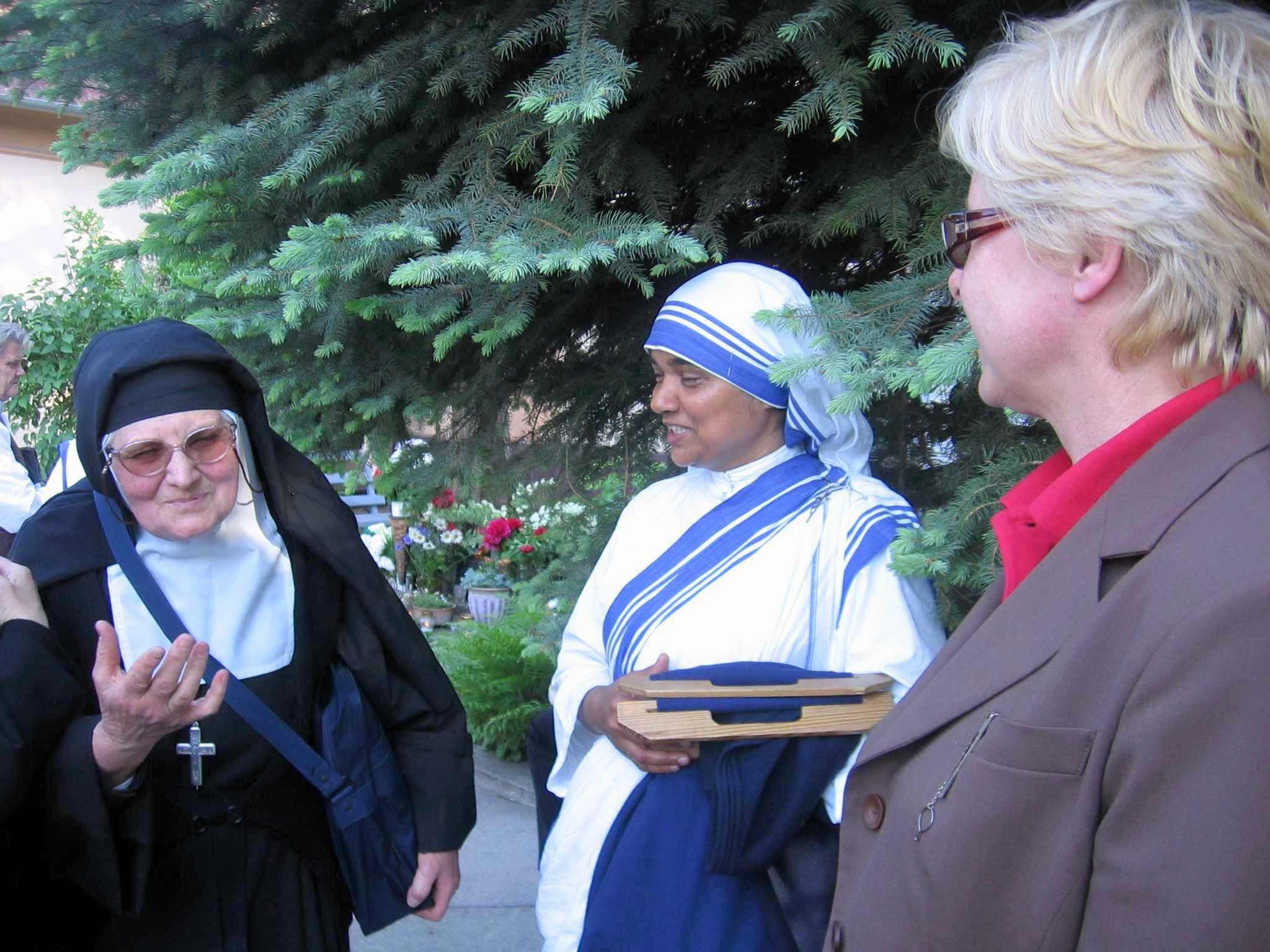
Apácák és meggyógyultnak az édesanyja
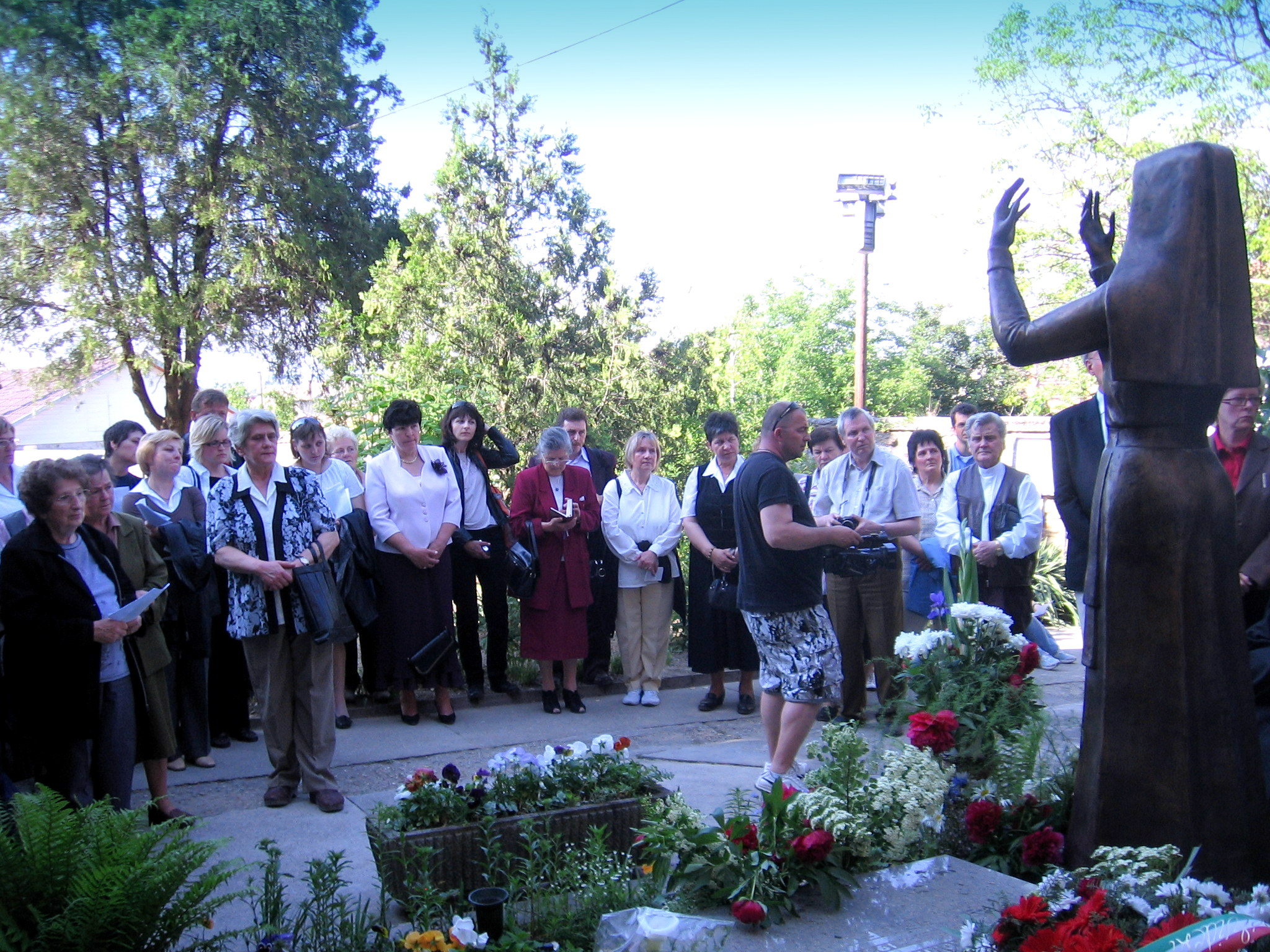
Zarándokok Vajdaságból Érden, Budapest mellett